# 南宁清真寺
南宁清真寺是位于中华人民共和国广西自治区南宁市兴宁区的一家清真寺。

## 历史
该寺最早建于清朝顺治年间。1717年，清真寺迁至现在的位置。在1857年，该寺一度毁于兵燹，但在1866年重建。清真寺在1966-1976年文革期间被关闭和摧毁，并于1981年重建。

## 建筑
该寺是一座三层建筑，覆盖面积1,890 m2，可容纳大约200人。它具有阿拉伯建筑风格的圆锥形屋顶和拱形门窗。第一层被用于餐厅区。第二层被用为会议室、办公室和宿舍房。第三层为祈祷大厅。